# Carlo Antonio Procaccini
Carlo Antonio Procaccini (Bologna, 1571 – 1630) è stato un pittore italiano del periodo manierista.
La carriera di Carlo Antonio Procaccini si svolse fra Bologna e Milano, specializzandosi in nature morte e paesaggi.
Carlo Antonio era il terzo dei figli di Ercole, fratello di Camillo e Giulio Cesare. Ercole Procaccini il Giovane è suo figlio.

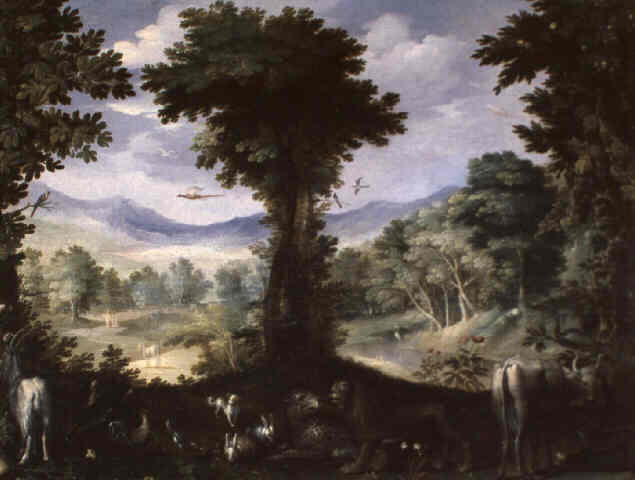
Carlo Antonio Procaccini, Giardino dell'Eden
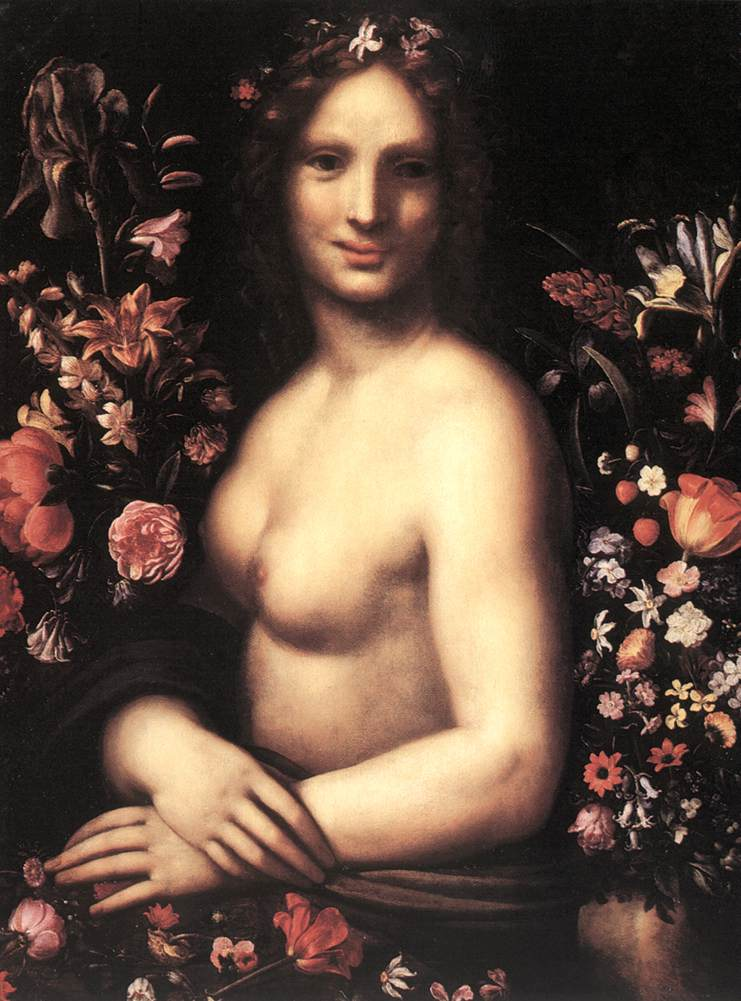
Carlo Antonio Procaccini, Flora o La Nuda
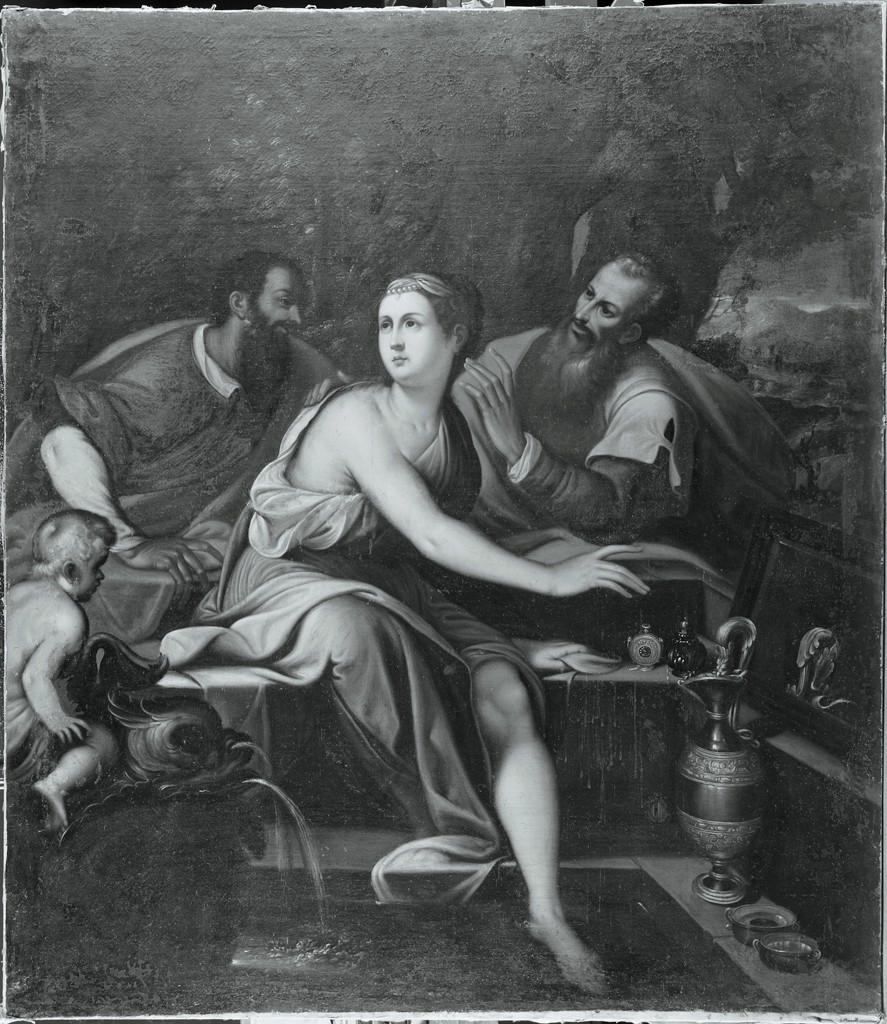
Susanna e i Vecchioni